# Relais 4 × 100 mètres féminin aux Jeux olympiques d'été de 1980 (athlétisme)
Navigation
Montréal 1976 Los Angeles 1984
L'épreuve du relais 4 × 100 mètres féminin aux Jeux olympiques de 1980 s'est déroulée le 1er août 1980 au Stade Loujniki de Moscou, en URSS. Elle est remportée par l'équipe d'Allemagne de l'Est (Romy Müller, Bärbel Wöckel, Ingrid Auerswald-Lange et Marlies Göhr) qui établit un nouveau record du monde en 41 s 60.

## Résultats

### Finale
| Rang               | Athlète                                                                            | Pays               | Temps   | Notes |
| ------------------ | ---------------------------------------------------------------------------------- | ------------------ | ------- | ----- |
| Médaille d'or      | Romy Müller Bärbel Wöckel Ingrid Auerswald-Lange Marlies Göhr                      | Allemagne de l'Est | 41 s 60 | WR    |
| Médaille d'argent  | Vera Komisova Ludmila Zharkova-Maslakova Vera Anisimova Natalya Bochina            | Union soviétique   | 42 s 10 |       |
| Médaille de bronze | Heather Hunte-Oakes Kathy Smallwood-Cook Beverley Goddard-Callender Sonia Lannaman | Royaume-Uni        | 42 s 43 |       |
| 4                  | Sofka Popova Liliana Panaiotova Maria Shishkova Galina Encheva                     | Bulgarie           | 42 s 67 |       |
| 5                  | Véronique Grandrieux Chantal Réga Raymonde Naigre Emma Sulter                      | France             | 42 s 84 |       |
| 6                  | Leleith Hodges Jacqueline Pusey Rose Allwood Merlene Ottey                         | Jamaïque           | 43 s 19 |       |
| 7                  | Lucyna Langer Elzbieta Stachurska Zofia Bielczyk Grażyna Rabsztyn                  | Pologne            | 43 s 59 |       |
| 8                  | Linda Haglund Lena Möller Ann-Louise Skoglund Helena Pihl                          | Suède              | DNF     |       |

## Légende
Records et Performances
- AR : Record continental (area record)
- CR : Record des championnats (championship record)
- MR : Record du meeting (meet record)
- NR : Record national (national record)
- OR : Record olympique (olympic record)
- PR : Record paralympique (paralympic record)
- PB : Record personnel (personal best)
- SB : Meilleure performance personnelle de la saison (season's best)
- WL : Meilleure performance mondiale de l'année (world leader)
- WJR : Record du monde junior (world junior record)
- WR : Record du monde (world record)

Circonstances et Conditions
- DNF : N'a pas terminé (did not finish)
- DNS : N'a pas pris le départ (did not start)
- DQ : Disqualification (disqualification)
- NM : Aucun essai valable enregistré (No Mark)
- Q : Qualifié « directement » au prochain tour (ou à la prochaine compétition), lors d'une compétition majeure, grâce au classement ou à la réalisation des minima (automatic qualifier)
- q : Qualifié au prochain tour (ou à la prochaine compétition), lors d'une compétition majeure, grâce au repêchage ou à la réalisation de l'une des meilleures performances parmi celles des « non qualifiés directement » (grâce au meilleur temps ou à la meilleure distance par exemple) (secondary qualifier)